# Polyommatus yarkundensis
Polyommatus yarkundensis är en fjärilsart som beskrevs av Moore 1878. Polyommatus yarkundensis ingår i släktet Polyommatus och familjen juvelvingar. Inga underarter finns listade i Catalogue of Life.